# أليكس رينفرو
أليكس رينفرو  (بالإنجليزية: Alex Renfroe) مواليد 23 مايو 1986، هو لاعب كرة سلة أمريكي بدأ مسيرته الاحترافية في سنة 2009 يلعب مع فريق ألبا برلين ويحمل الرقم 20. يبلغ طوله 6 قدم 3 بوصة (1.9 م).

## فرق لعب لها
- نيو باسكت برينديزي
- نادي بلد الوليد لكرة السلة
- بروس باسكتس
- ينسي كراسنويارسك (كرة سلة)
- ساسكي باسكونيا
- ألبا برلين

## روابط خارجية
- أليكس رينفرو على موقع الاتحاد الدولي لكرة السلة (الإنجليزية)
- أليكس رينفرو على موقع الدوري الأوروبي لكرة السلة (الإنجليزية)
- أليكس رينفرو على موقع الدوري الإسباني لكرة السلة (الإسبانية)
- أليكس رينفرو على موقع كرة السلة الأوروبية.كوم (الإنجليزية)
- أليكس رينفرو على موقع كلية كرة السلة في سبورتس رفرنس.كوم (الإنجليزية)
- أليكس رينفرو على موقع ريلجم (الإنجليزية)
- أليكس رينفرو على موقع بروبوليرز (الإنجليزية)
- أليكس رينفرو على موقع سبورتس رفرنس (الإنجليزية)